# Wieck a. Darß
Wieck a. Darß ist ein staatlich anerkannter Erholungsort auf der Halbinsel Darß im Landkreis Vorpommern-Rügen (Mecklenburg-Vorpommern). Der Ort wird vom Amt Darß/Fischland mit Sitz in Born a. Darß verwaltet.

## Name
Der Name Wieck leitet sich von einem niederdeutschen Wort für Bucht ab (siehe -wik, vergleiche Wyk auf Föhr und Kiel-Wik).

## Geografie

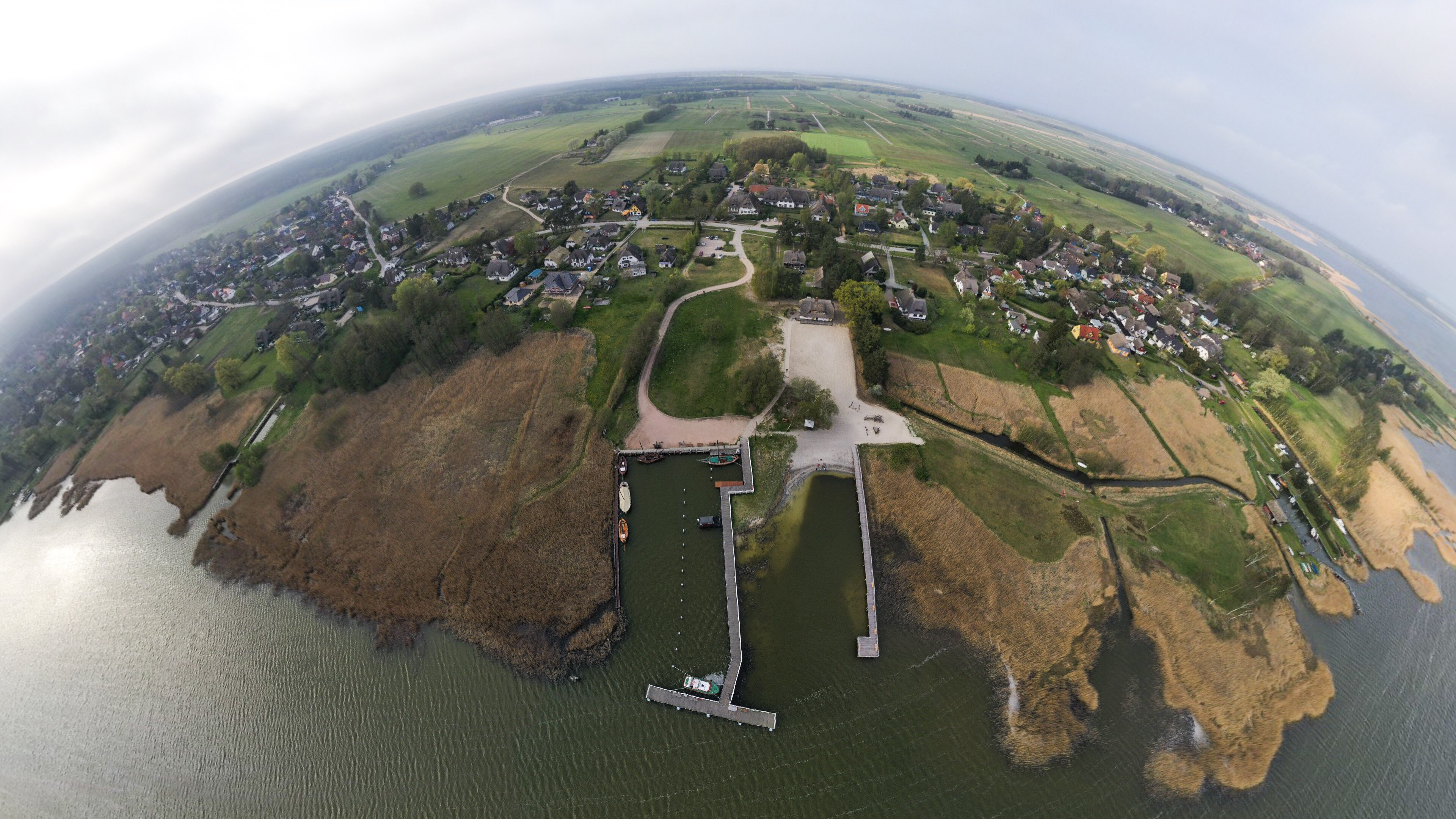
Wieck: Hafen in der Mitte

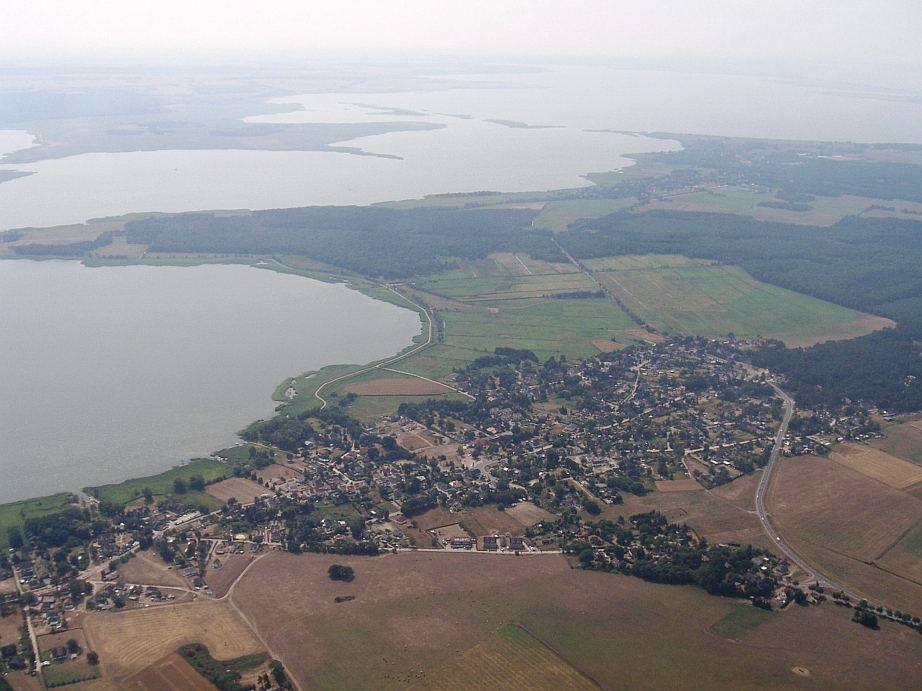
Links der Bodstedter Bodden, hinten Inselkette Neuendorfer Bülten + Saaler Bodden

Wieck liegt an der südlichen Seite der Halbinsel Darß der Halbinselkette Fischland-Darß-Zingst am Bodstedter Bodden zwischen Born und Prerow, etwa fünf Kilometer südlich von Prerow und ca. 35 km nordöstlich von Rostock. Im Osten grenzt die Gemeinde an den Prerower Strom.

## Geschichte
Nach jahrhundertelanger Zugehörigkeit zum Herzogtum Pommern gehörte die Gemeinde nach dem Dreißigjährigen Krieg zu Schwedisch-Pommern. Von 1715 bis 1720 gehörte Wieck bis Ende des Großen Nordischen Krieges zum Königreich Dänemark.
Die Gemeinde war dann bis 1952 Teil des Landkreises Franzburg-Barth und gehörte danach bis 1994 zum Kreis Ribnitz-Damgarten im Bezirk Rostock. Seit 1990 gehört Wieck zum Land Mecklenburg-Vorpommern.
In Wieck befand sich von Januar 1941 bis Ende Februar 1941 das KZ Darß-Wieck, ein Außenlager des Konzentrationslager Neuengamme bei Hamburg.

## Wappen, Flagge, Dienstsiegel
Die Gemeinde verfügt über kein amtlich genehmigtes Hoheitszeichen, weder Wappen noch Flagge. Als Dienstsiegel wird das kleine Landessiegel mit dem Wappenbild des Landesteils Vorpommern geführt. Es zeigt einen aufgerichteten Greifen mit aufgeworfenem Schweif und der Umschrift „GEMEINDE WIECK A. DARß“.

## Sehenswürdigkeiten
- Dorfensemble um die Bauernreihe bestehend aus Fischerhäusern mit reetgedeckten Krüppelwalmdächern
- Doppelbüdnerei von 1784 am Trommelplatz
- Nationalparkzentrum Darßer Arche mit umfangreicher Nationalparkausstellung und Künstlergalerie
- Hafen in Wieck
- Auf der Station Prerow/Wieck der DGzRS ist das Seenotrettungsboot Stralsund stationiert.
- Der Johann-Segebarth-Weg erinnert an den deutschen Seemann, Heimatdichter und Kommunalpolitiker Johann Segebarth, der 1833 in Wieck geboren wurde.

## Rettungsboot der DGzRS
Zur Wasserrettung auf dem Bodden hat die Deutsche Gesellschaft zur Rettung Schiffbrüchiger (DGzRS) seit dem Jahr 2000 im Sportboothafen ein Seenotrettungsboot stationiert. Es wird von freiwilligen Helfern der Station Prerow besetzt.

## Persönlichkeiten mit Bezug zu Wieck (alphabetische Reihung)
- Ruth Klatte (* 1925), Malerin und Grafikerin; lebt und arbeitet seit 1961 in Wieck
- Peter Kreeft (1739–1811), Kapitän und Barther Reeder, hier geboren
- Helma Hager (1894–1978), Politikerin, hier geboren
- Rudolf Scheffler (1884–1973), Maler; lebte und arbeitete von 1920 bis 1924 in Wieck

## Veranstaltungen
1996 fand in Wieck erstmals das Internationale Greifswalder Holzbildhauer-Symposion statt, das von Heinrich Zenichowski initiiert wurde.
Wieck ist einer der drei Veranstaltungsorte des Darsser Naturfilmfestivals, auf dem jedes Jahr im Herbst der Deutsche Naturfilmpreis vergeben wird. Spielort ist das Nationalparkzentrum Darßer Arche.
Ende April oder Anfang Mai findet seit 2006 jährlich der Darß-Marathon statt. Start und Zielpunkt der Läufe befinden sich in Wieck auf dem Darß am Nationalparkzentrum Darßer Arche im Nationalpark Vorpommersche Boddenlandschaft. Die Strecke beginnt in Wieck an der Darßer Arche und führt zunächst entlang der Wiecker Wiesen nach Prerow und von dort in den Darßwald. Die Teilnehmerzahl ist auf etwa 1200 begrenzt. Es finden Läufe in den Kategorien Marathon, Halbmarathon, Halbmarathon Walken und Kinderlauf Bambini statt.

## Verkehrsanbindung
Zu erreichen ist Wieck über die Landstraße 21, die nördlich am Ort vorbeiführt. Diese führt von Ribnitz-Damgarten entlang der Halbinselkette Fischland-Darß-Zingst bis nach Barth. Von Barth aus ist der Ort über die Meiningenbrücke und Prerow erreichbar.

## Galerie

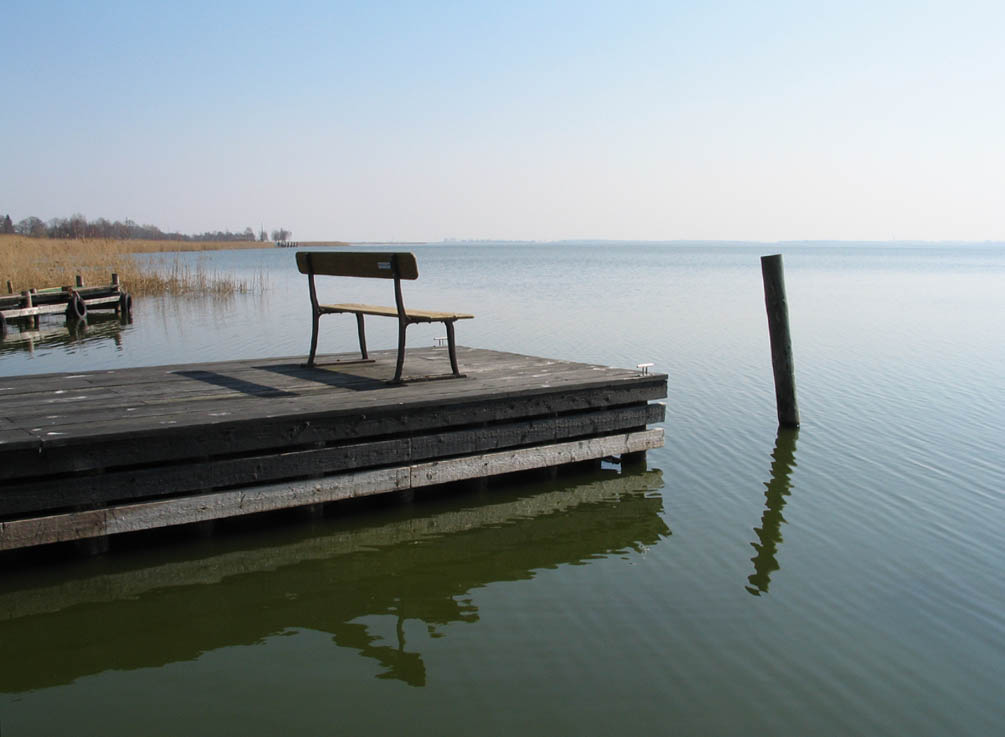
Wieck a. Darß – am Bodstedter Bodden
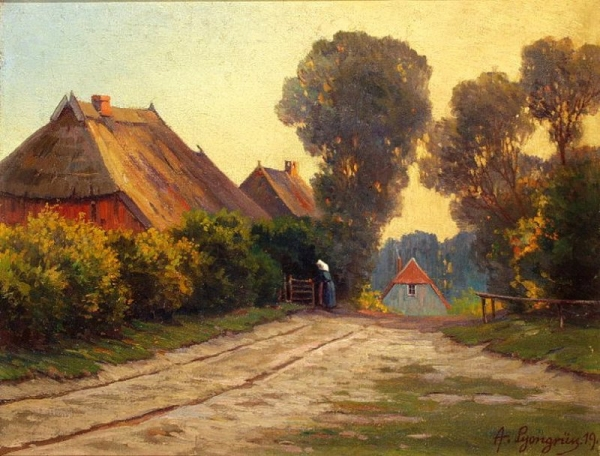
Arnold Lyongrün: Wieck a. Darß, Ölgemälde 1919
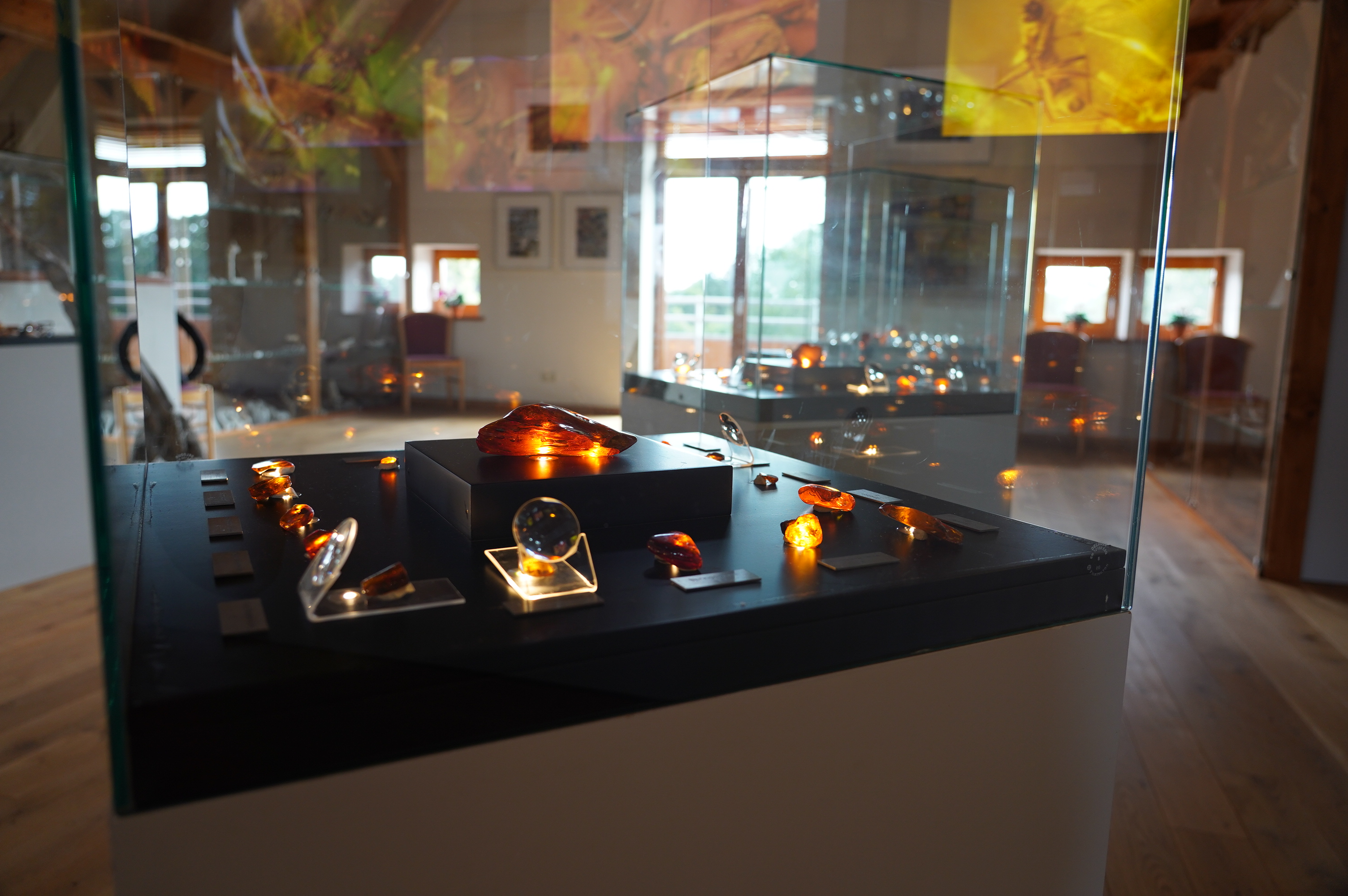
Fossilien- und Bernsteinzimmer
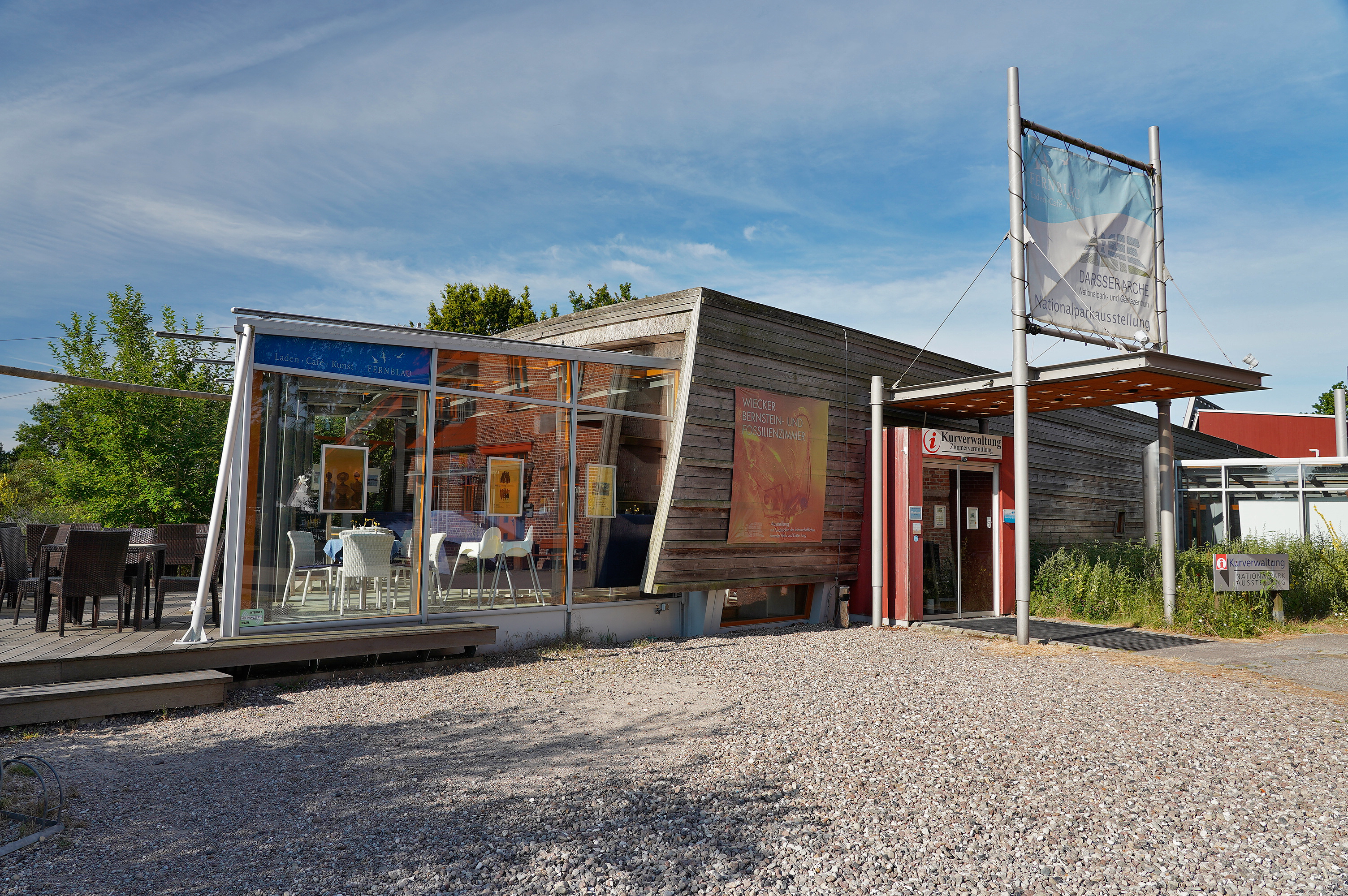
Gästezentrum „Darßer Arche“, Eingang
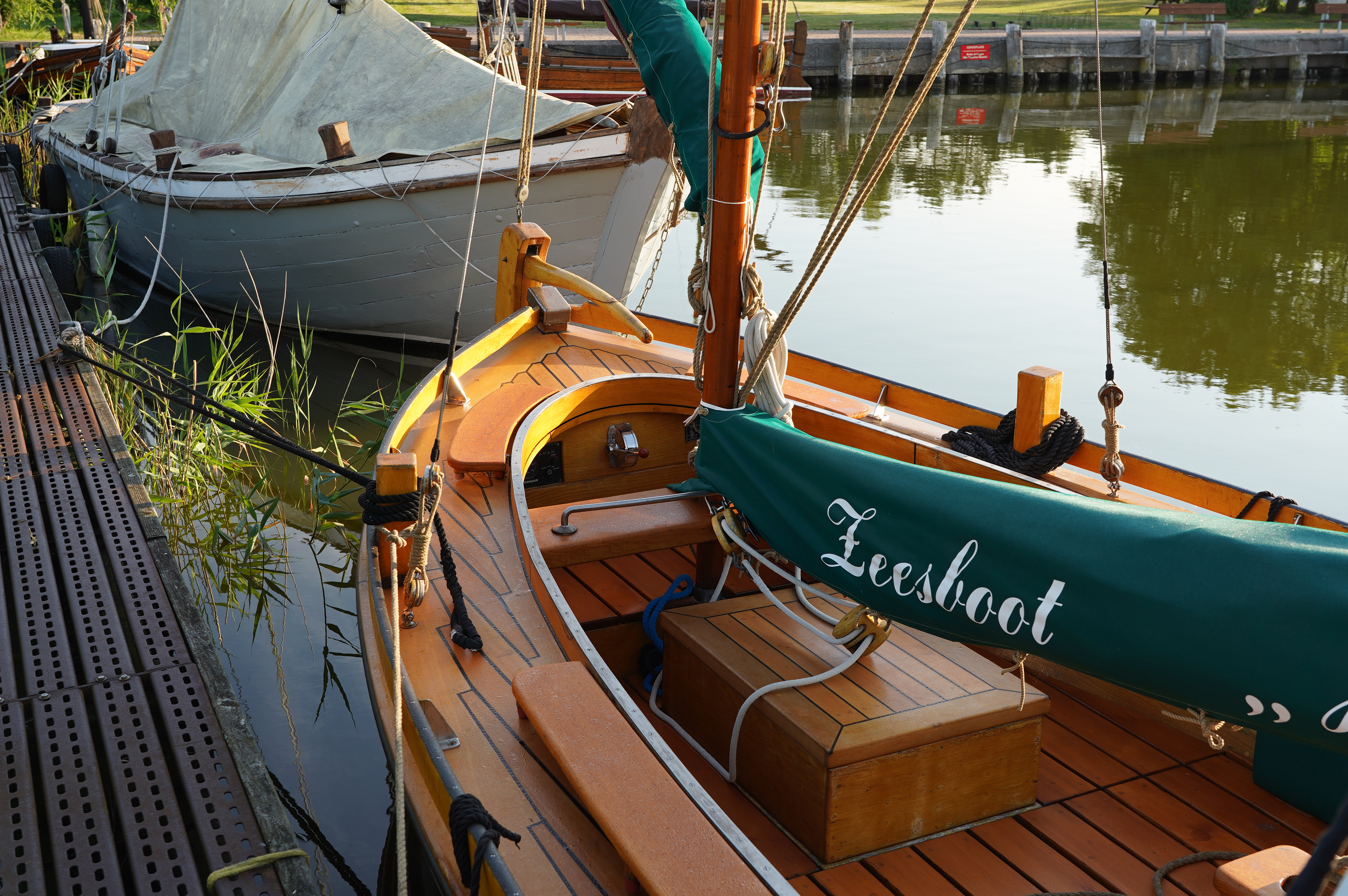
Zeesenboot im Wiecker Hafen